# Ottehallet
Der Ottehallet (norwegisch für Frühmorgenhang) ist ein Eishang im ostantarktischen Königin-Maud-Land. In der Sverdrupfjella liegt er zwischen dem Berg Straumsvola und dem Gebirgskamm Brekkerista.
Norwegische Kartographen, die ihn auch benannten, kartierten ihn anhand von Vermessungen und Luftaufnahmen der Norwegisch-Britisch-Schwedischen Antarktisexpedition (1949–1952) und der Dritten Norwegischen Antarktisexpedition (1956–1960) aus den Jahren von 1958 bis 1959.